# Gibbera pulchella
Gibbera pulchella är en svampart som först beskrevs av Cooke & Peck, och fick sitt nu gällande namn av Franz Petrak 1947. Gibbera pulchella ingår i släktet Gibbera och familjen Venturiaceae.   Inga underarter finns listade i Catalogue of Life.